# Філ Гоган
Філіп «Філ» Гоган (ірл. Phillip (Phil) Hogan; нар. 4 липня 1960, Кілкенні, Ірландія) — ірландський політик, давній член парламенту, міністр у 2011–2014 рр., належить до Фіне Гел. Європейський комісар із питань сільського господарства та розвитку сільських районів у 2014—2019 роках. Європейський комісар із питань торгівлі з 1 грудня 2019 до 26 серпня 2020 року.

## Життєпис
Закінчив Університетський коледж у Корку зі ступенем в галузі освіти. Він працював страховим брокером та аукціону промисловості. Він приєднався до Фіне Гел у 1982 році, був членом Ради графства Кілкенні до 2003.
У 1987 р. він невдало балотувався у перший раз до Дойл Ерен. У тому ж році він став членом представницької панелі Сенат Ерен з промисловості й торгівлі. Мандат депутата отримав у 1989 році, успішно переобираючись на наступних виборах (1992, 1997, 1999, 2002, 2007, 2011).
З грудня 1994 по лютий 1995 — державний міністр (поза складу кабінету) у відділі фінансів. У 1995–2001 він працював головою парламентської фракції Фіне Гел. У 2002 р. невдало балотувався у керівництво партії. Новий лідер опозиційної Фіне Гел Енда Кенні запросив Філа Хогана стати представником партії з торгівлі, підприємництва та зайнятості.
9 березня 2011 вступив на посаду міністра навколишнього середовища та місцевих громад в коаліційному уряді Енди Кенні. Термін закінчився 11 липня 2014. У 2014—2019 рр. був Єврокомісаром із питань сільського господарства та розвитку сільських районів у єврокомісії Юнкера. У наступній комісії фон дер Ляєн дістав призначення на посаду Єврокомісара з питань торгівлі. Ввечері 26 серпня 2020 подав у відставку через порушення ним правил карантину, які зумовили політичний скандал в Ірландії. Того ж дня голова Єврокомісії Урсула фон дер Ляєн повідомила, що прийняла його відставку.